# Ртищев, Валериан Николаевич
Валериа́н Никола́евич Рти́щев (30 января 1891, Кубанская область — 11 июля 1916) — русский летчик, герой Первой мировой войны.

## Биография
Сын коллежского регистратора. Уроженец Кубанской области.
Окончил Владикавказское реальное училище (1908) и Михайловское артиллерийское училище (1912), откуда выпущен был подпоручиком в Гренадерский мортирный артиллерийский дивизион. Был младшим офицером 2-й батареи, а затем делопроизводителем той же батареи. Произведен в поручики 6 августа 1914 года.
17 июля 1915 года был командирован в Севастопольскую военную авиационную школу, однако 18 сентября был отчислен как малоуспевающий. С 1 октября 1915 года числился в 3-м армейском авиационном отряде, был заведующим артиллерийским хозяйством отряда и казначеем. С 26 марта по 2 апреля 1916 года участвовал в воздушной охране Императорской резиденции в Хотине. Погиб в воздушном бою 11 июля 1916 года. Удостоен ордена Св. Георгия 4-й степени
За то, что, будучи в чине поручика, во время воздушной разведки 11 июля 1916 года, наблюдая с аппарата системы «Вуазен» и встретив над неприятельским расположением истребитель противника системы «Фоккер», геройски вступил с ним в неравный бой, обстреливая его из пулемета до тех пор, пока, загоревшись на высоте 1200 метров, из-за взрыва пробитого пулей противника бензинового бака, не упал и не разбился, смертью своей запечатлев содеянный им геройский подвиг.
Посмертно произведен в штабс-капитаны 17 сентября 1916 года. Был похоронен на городском кладбище Владикавказа, ликвидированном в советском время (на его месте был разбит Комсомольский парк).

## Награды
- Орден Святого Станислава 3-й ст. с мечами и бантом (1914)
- Орден Святой Анны 4-й ст. с надписью «за храбрость» (1914)
- Орден Святой Анны 3-й ст. с мечами и бантом (ВП 02.12.1915)
- Орден Святого Владимира 4-й ст. с мечами и бантом (ВП 07.06.1916)
- Орден Святой Анны 2-й ст. с мечами (13.06.1916)
- Орден Святого Станислава 2-й ст. с мечами (ВП 28.09.1916)
- Орден Святого Георгия 4-й ст. (ПАФ 5.05.1917)